# شوهي هوتا
شوهي هوتا (باليابانية: 堀田 秀平) مواليد 12 مايو 1989 في تشيبا، اليابان، هو لاعب كرة قدم ياباني. يلعب كمدافع.

## مرحلة الشباب

### أندية لعب لها
- كاشيوا ريسول

## المسيرة الاحترافية

### أندية لعب لها
- كونسادول سابورو

## روابط خارجية
- شوهي هوتا على موقع رابطة كرة القدم اليابانية للمحترفين (اليابانية)
- شوهي هوتا على موقع قاعدة بيانات كرة القدم.إي يو (الإنجليزية)
- شوهي هوتا على موقع Soccerway.com (الإنجليزية)
- شوهي هوتا على موقع عالم كرة القدم.نت (الإنجليزية)